# Eslovaquia en el Festival de la Canción de Eurovisión
Eslovaquia debutó en el Festival de la Canción de Eurovisión en 1993, siendo el primer país del centro de Europa en debutar en más de 30 años. Desde la edición de 1998 hasta la del 2009 decidió no participar en el festival debido a los malos resultados que obtenía.
Su mejor resultado fue una decimoctava posición con 19 puntos, obtenido en la edición de 1996. Tras su retorno al festival después de 11 años nunca pudo pasar a una final, lo que motivó su retiro en 2012, nunca alcanzando TOP-10.
La mayor cantidad de puntos que ha recibido Eslovaquia han procedido de Malta; del mismo modo que Malta también ha recibido una gran cantidad de puntos de este país a pesar de haber participado en tan sólo tres ocasiones (de estas tres participaciones Malta ha conseguido dos máximas puntuaciones y un 10 como resultado más bajo). 
Otro país que Eslovaquia también ha votado con una gran cantidad de puntos ha sido Croacia. Chipre, Irlanda, Grecia y el Reino Unido también han sido votados por Eslovaquia a lo largo de su participación. Es destacable el dato de que países como Irlanda y Reino Unido hayan sido votados por Eslovaquia, pero hay que tener en cuenta que los años en los que ha participado este país fueron las épocas doradas de Reino Unido e Irlanda, países que en la actualidad no alcanzan buenos resultados.

## Participaciones
Leyenda
     Ganador
     Segundo puesto
     Tercer puesto
     Cuarto o quinto puesto (Top 5)
     Último puesto
| Año                            | Sede       | Artista                         | Canción (Música / Letra) | Final           | Pts.            | Semifinal           | Pts.                |
| ------------------------------ | ---------- | ------------------------------- | ------------------------ | --------------- | --------------- | ------------------- | ------------------- |
| 1993                           | Millstreet | Elán                            | «Amnestia na neveru»     | No se clasificó | No se clasificó | 4                   | 50                  |
| 1994                           | Dublín     | Martin Ďurinda y Tublatanka     | «Nekonečná pieseň»       | 19              | 15              | No hubo semifinales | No hubo semifinales |
| No participó en 1995           |            |                                 |                          |                 |                 |                     |                     |
| 1996                           | Oslo       | Marcel Palonder                 | «Kým nás máš»            | 18              | 19              | 17                  | 36                  |
| No participó en 1997           |            |                                 |                          |                 |                 |                     |                     |
| 1998                           | Birmingham | Katarína Hasprová               | «Modlitba»               | 21              | 8               | No hubo semifinales | No hubo semifinales |
| No participó entre 1999 y 2008 |            |                                 |                          |                 |                 |                     |                     |
| 2009                           | Moscú      | Kamil Mikulčík y Nela Pocisková | «Let' tmou»              | No se clasificó | No se clasificó | 18                  | 8                   |
| 2010                           | Oslo       | Kristína                        | «Horehronie»             | No se clasificó | No se clasificó | 16                  | 24                  |
| 2011                           | Düsseldorf | TWiiNS                          | «I'm still alive»        | No se clasificó | No se clasificó | 13                  | 48                  |
| 2012                           | Bakú       | Max Jason Mai                   | «Don't close your eyes»  | No se clasificó | No se clasificó | 18                  | 22                  |
| No participó entre 2013 y 2026 |            |                                 |                          |                 |                 |                     |                     |

## Votación de Eslovaquia
Hasta su última participación, en 2012, la votación de Eslovaquia ha sido:
| Más puntos otorgados solo en la gran final | Más puntos otorgados solo en la gran final | Más puntos otorgados solo en la gran final |
| Pos.                                       | País                                       | Puntos                                     |
| ------------------------------------------ | ------------------------------------------ | ------------------------------------------ |
| 1                                          | Malta                                      | 34                                         |
| 2                                          | Estonia                                    | 30                                         |
| 3                                          | Croacia                                    | 27                                         |
| 4                                          | Suecia                                     | 26                                         |
| 5                                          | Irlanda                                    | 21                                         |

| Más puntos otorgados en semifinales y final | Más puntos otorgados en semifinales y final | Más puntos otorgados en semifinales y final |
| Pos                                         | País                                        | Puntos                                      |
| ------------------------------------------- | ------------------------------------------- | ------------------------------------------- |
| 1                                           | Malta                                       | 48                                          |
| 1                                           | Estonia                                     | 48                                          |
| 3                                           | Suecia                                      | 45                                          |
| 4                                           | Bosnia y Herzegovina                        | 41                                          |
| 4                                           | Grecia                                      | 31                                          |

| Más puntos recibidos solo en la final | Más puntos recibidos solo en la final | Más puntos recibidos solo en la final |
| Pos.                                  | País                                  | Puntos                                |
| ------------------------------------- | ------------------------------------- | ------------------------------------- |
| 1                                     | Malta                                 | 20                                    |
| 2                                     | Croacia                               | 8                                     |
| 3                                     | Grecia                                | 7                                     |
| 4                                     | Polonia                               | 5                                     |
| 5                                     | España                                | 2                                     |

| Más puntos recibidos en semifinales y final | Más puntos recibidos en semifinales y final | Más puntos recibidos en semifinales y final |
| Pos.                                        | País                                        | Puntos                                      |
| ------------------------------------------- | ------------------------------------------- | ------------------------------------------- |
| 1                                           | Malta                                       | 27                                          |
| 2                                           | Ucrania                                     | 14                                          |
| 3                                           | Bosnia y Herzegovina                        | 11                                          |
| 4                                           | Portugal                                    | 9                                           |
| 5                                           | Croacia                                     | 8                                           |

## 12 puntos
- Eslovaquia ha dado 12 puntos a:

### Final (1994 - 2003)
| Año                            | País    |
| ------------------------------ | ------- |
| 1994                           | Croacia |
| No participó en 1995           |         |
| 1996                           | Malta   |
| No participó en 1997           |         |
| 1998                           | Malta   |
| No participó entre 1999 y 2003 |         |

| Año                            | País                 |
| ------------------------------ | -------------------- |
| No participó entre 2004 y 2008 |                      |
| 2009                           | Azerbaiyán           |
| 2010                           | Malta                |
| 2011                           | Bosnia y Herzegovina |
| 2012                           | Suecia               |
| No participó entre 2013 y 2015 |                      |

| Año                            | Jurado | Televoto |
| ------------------------------ | ------ | -------- |
| No participó entre 2016 y 2025 |        |          |

| Año                            | País     |
| ------------------------------ | -------- |
| No participó entre 2004 y 2008 |          |
| 2009                           | Estonia  |
| 2010                           | Alemania |
| 2011                           | Ucrania  |
| 2012                           | Suecia   |
| No participó entre 2013 y 2015 |          |

| Año                            | Jurado | Televoto |
| ------------------------------ | ------ | -------- |
| No participó entre 2016 y 2025 |        |          |

- Datos: Q464852
- Multimedia: Contestants of the Eurovision Song Contest from Slovakia / Q464852